# Christopher van Wyk
Christopher van Wyk (* 19. Juli 1957 in Johannesburg; † 3. Oktober 2014 ebenda; häufig Chris van Wyk) war ein südafrikanischer Schriftsteller und Kulturaktivist. Er wurde vor allem als Kinder- und Jugendbuchautor, aber auch als Dichter und Autobiograph bekannt.

## Leben
Van Wyk wurde im Johannesburger Baragwanath Hospital im heutigen Soweto geboren. Er hatte fünf jüngere Geschwister. Seine Familie zog bald darauf in den Stadtteil Riverlea, der gemäß dem damaligen Group Areas Act den Coloureds vorbehalten war. Dort lebte van Wyk bis 2005. Er besuchte die Riverlea High School. Anschließend arbeitete er als Angestellter des unabhängigen South African Committee for Higher Education (SACHED) als Autor für leicht lesbare Literatur. Außerdem war er 1981 bis 1986 Chefredakteur des Bildungsmagazins Staffrider, das vom Congress of South African Writers herausgegeben wurde. Später war er Chefredakteur des Verlags Ravan Press.
Bekannt wurde das Gedicht In Detention, das er im Alter von 22 Jahren schrieb und in dem er die vielen Todesfälle in Polizeigewahrsam des damaligen Apartheid-Staates thematisierte. Es erschien in seiner Gedichtsammlung It is time to go home. In der Folge wurde er kurzzeitig inhaftiert und verhört. Van Wyk adaptierte zahlreiche Werke für eine Version in einfacher Sprache für junge Menschen, darunter Long walk to freedom von Nelson Mandela und Werke von Bessie Head, Sol Plaatje und Can Themba. Er schrieb Biografien in einfacher Sprache über Sol Plaatje, Oliver Tambo, Helen Joseph und Nelson Mandela. Zwei autobiografische Werke über seine Kindheit und Jugend sind Shirley, Goodness & Mercy und Eggs to lay, chickens to hatch. Seine Erzählung A message in the wind handelt von zwei Jungen, die durch eine Zeitmaschine in den Tribalismus des Jahres 1679 geworfen werden. Außerdem schrieb er Gedichte. Er besuchte häufig Schulen, um aus seinen Werken zu lesen.
Mit seiner Frau Kathy van Wyk hatte er zwei Söhne. Er starb an den Folgen einer Krebserkrankung.

## Werke
- 1966: Maria
- 1979: It is time to go home
- 1982: A message in the wind
- 1988: Petroleum and the orphaned ostrich
- 1994: Oliver Tambo
- 1995: My cousin Thabo
- 1996: April in the Cape of Storms
- 1996: The year of the tapeworm
- 2003: Helen Joseph
- 2003: Now listen here: the life and time of Bill Jardine
- 2005: Shirley, Goodness and Mercy
- 2007: We write what we like: celebrating Steve
- 2009: The long walk to freedom
- 2010: Nelson Mandela
- 2010: Eggs to lay, chickens to hatch: a memoir
- 2014: Ouma Ruby’s Secret

## Adaptionen als Theaterstück
- Shirley, Goodness and Mercy, uraufgeführt 2007 im Market Theatre in Johannesburg[4]

## Auszeichnungen
- 1980: Olive Schreiner Prize für It is time to go home
- 1981: Maskew Miller Longman Literature Award for black children’s literature für A message in the wind
- 1996: Sanlam Literary Award für die Kurzgeschichte Magic